# Maokegebergte
Het Maokegebergte (Indonesisch: Pegunungan Maoke; "besneeuwde bergen"), heette in de Nederlandse koloniale tijd (tot 1962) het Sneeuwgebergte. Het is de centrale bergrug van Papoea, het Indonesische (westelijke) deel van het eiland Nieuw-Guinea, het vroegere Nederlands-Nieuw-Guinea.

## Geografie
Het Maokegebergte strekt zich uit over een lengte van 692 kilometer van het westen naar het oosten en heeft een gemiddelde breedte van 150 kilometer. Het westelijk deel wordt Sudirmangebergte genoemd, het centrale deel Jayawijayagebergte en het oostelijke deel het Sterrengebergte (Bintanggebergte), dat doorloopt tot over de grens met Papoea-Nieuw-Guinea. Aan oostzijde gaat het Maokegebergte over in de Hindenburgrug, Victor Emanuelrug en Kariusrug. Aan westzijde grenst het aan de Vogelkop, aan zuidzijde strekt het moerassige laagland van zuidelijk Nieuw-Guinea (met het nationaal park Lorentz) zich uit en aan noordzijde de moerassige Meervlakte rond de rivieren Rouffaer (Taritatu) en Idenburg (Tariku) met ten noorden daarvan het parallel aan het Maokegebergte verlopende Van Reesgebergte (westen) en Gauttiergebergte (oosten).
De hoogste top is de Puncak Jaya (Carstenztop) met 4884 meter (tevens hoogste berg van Nieuw-Guinea, Indonesië en Oceanië). Andere hoge toppen zijn de Puncak Mandala (Julianatop; 4760 meter; in het Sterrengebergte) en de Puncak Trikora (Wilhelminatop; 4750 meter). In het oosten van het gebergte ligt de Baliemvallei.

## Geologie en flora
Het gebergte bestaat vooral uit gneisen en granieten met perifere afzettingen van zandsteen, kalksteen en schist. Tot 700 meter hoogte groeit vooral tropenvegetatie met een grote variëteit aan soorten. Hogerop groeien bossen met eiken, kastanjes, Araucaria, eucalyptus, struikgewas en weidegebieden. De boomgrens ligt op 3.700 meter hoogte en de grenslijn van de eeuwige sneeuw op 4400 meter. Gletsjers bevinden zich op de Puncak Jaya, Puncak Mandala en Ngga Pilimsit (Idenburgtop). De gletsjerbedekking op de Puncak Trikora verdween nagenoeg volledig tussen 1939 en 1962 en ook de andere gletsjers trekken zich steeds verder terug.
In het gebergte ontspringen de meeste rivieren van Papoea, zoals de Baliem en Pulau, Digoel, Rouffaer en Idenburg (beiden deels). In het westelijk deel bevinden zich de Wisselmeren, waarvan het Paniaimeer het grootste is.

## Menselijke activiteiten
Het gebergte wordt bewoond door vele volken. Het gebergte wordt over vrijwel haar gehele lengte doorsneden door een weg. Enkele belangrijke plaatsen in het gebergte zijn Wamena, Mulia en Enarotali. Vanwege de ontoegankelijkheid en voortdurende activiteiten van de OPM (wat weer leidt tot gebiedsverboden voor buitenstaanders door de Indonesische regering) wordt het gebergte, afgezien van de Baliemvallei, zelden bezocht door toeristen.
Aan zuidwestzijde liggen bij de plaats Tembagapura de koper- en goudmijnen van de mijnbouwgroep Freeport-McMoRan waaronder de Grasbergmijn (dagbouw).